# فلورا آدامز دارلينغ
فلورا آدامز دارلينغ (بالإنجليزية: Flora Adams Darling)‏ هي كاتِبة أمريكية، ولدت في 25 يوليو 1840، وتوفيت في 6 يناير 1910.

## وصلات خارجية
- فلورا آدامز دارلينغ على موقع الموسوعة البريطانية (الإنجليزية)